# سجل اسم المسافر
سجل اسم المسافر (passenger name record) وأختصاراً (PNR) وينطق (بينار) هو سجل في قاعدة بيانات نظام الحجز بالكمبيوتر (CRS) الذي يحتوي على خط سير الرحلة لأحد الركاب أو مجموعة من الركاب الذين يسافرون معًا. تم تقديم مفهوم بينار لأول مرة من قبل شركات الطيران التي احتاجت إلى تبادل معلومات الحجز في حال طلب الركاب رحلات طيران متعددة لشركات الطيران للوصول إلى وجهتهم ("interlining"). لهذا الغرض، حدد اتحاد النقل الجوي الدولي (أياتا) ورابطة النقل الجوي الأمريكية (ATA) معايير للرسائل المتداخلة لـلبينار وغيرها من البيانات من خلال «إجراءات الرسائل المتداخلة لحجوزات ATA / IATA - الركاب» (AIRIMP). لا يوجد معيار صناعي عام لتخطيط ومحتوى سجل اسم المسافر. من الناحية العملية، كل نظام حجز إلكتروني أو نظام استضافة له معاييره الخاصة، على الرغم من أن احتياجات الصناعة المشتركة، بما في ذلك الحاجة إلى تعيين بيانات بينار بسهولة لرسائل AIRIMP، أدت إلى العديد من أوجه التشابه العامة في محتوى البيانات وتنسيقها بين جميع الأنظمة الرئيسية.
عندما يقوم أحد الركاب بحجز خط سير رحلة، يقوم وكيل السفر أو مستخدم موقع السفر بإنشاء بينار في نظام حجز الكمبيوتر الذي يستخدمه. يعد هذا عادةً أحد أنظمة التوزيع العالمية الكبيرة، مثل أماديوس أو سآبر أو ترفلبورت (أبولو وغاليليو ووورلدسبان) ولكن إذا تم الحجز مباشرةً مع شركة طيران، يمكن أن يكون البينار أيضًا في قاعدة بيانات نظام الحجز الإلكتروني التابعة لشركة الطيران. يُطلق على البينار هذا اسم بينار رئيسي للراكب ومسار الرحلة المصاحب. يتم تحديد البينار في قاعدة البيانات الخاصة بواسطة محدد موقع السجل.
عندما لا يتم توفير أجزاء من معلومات السفر من قبل صاحب البينار الرئيسي، يتم إرسال نسخ من معلومات البينار إلى نظام الحجز الإلكتروني التابعة لشركات الطيران التي ستوفر النقل. ستفتح أنظمة الحجز الإلكتروني نسخًا من البينار الأصلي في قاعدة البيانات الخاصة بهم لإدارة الجزء المسؤول عن مسار الرحلة. تستضيف العديد من شركات الطيران نظام حجز إلكترونيا لخاص بها بواسطة أحد أنظمة GDS، مما يسمح بمشاركة البينار.
يتم إرسال محددات مواقع السجلات الخاصة بسجلات البينار المنسوخة مرة أخرى إلى نظام الحجز الإلكتروني التي تمتلك البينار الرئيسي (Master PNR)، لذلك تظل جميع السجلات مرتبطة ببعضها البعض. يسمح هذا بتبادل تحديثات سجل معلومات المسافر عندما تتغير حالة الرحلة في أي من أنظمة الحجز الإلكتروني.
على الرغم من أنه تم تقديم البينار في الأصل لاستخدامة في السفر الجوي، يمكن الآن أيضًا استخدام أنظمة شركات الطيران لحجوزات الفنادق وتأجير السيارات والنقل للمطار ورحلات القطارات.

## أجزاء
من الناحية الفنية، هناك خمسة أجزاء من البينار مطلوبة قبل إتمام الحجز. وهي:
- اسم الراكب.
- تفاصيل الاتصال بوكيل السفر أو مكتب شركة الطيران.
- تفاصيل التذاكر، إما رقم تذكرة أو حد زمني للتذاكر.
- مسار الرحلة لجزء واحد على الأقل، والذي يجب أن يكون هو نفسه لجميع الركاب المذكورين.
- اسم الشخص الذي قدم المعلومات أو قام بالحجز.

ستدخل المعلومات الأخرى، مثل الطابع الزمني ورمز المدينة المستعار للوكالة، في الحجز تلقائيًا. سيتم الاحتفاظ بجميع المعلومات المدخلة في «محفوظات» الحجز.
بمجرد اكتمال الحجز إلى هذا المستوى، سيصدر نظام الحجز الإلكتروني محدد موقع سجل ألفا أو أبجدي رقمي فريد من نوعه، والذي سيبقى كما هو بغض النظر عن أي تغييرات أخرى يتم إجراؤها (إلا إذا تم تقسيم بينار متعدد الأشخاص). ستنشئ كل شركة طيران سجل الحجز الخاص بها باستخدام محدد موقع قياسي فريد، والذي، بناءً على اتفاقية مستوى الخدمة بين نظام الحجز الإلكتروني وشركة (شركات) الطيران المعنية، سيتم نقله إلى نظام الحجز الإلكتروني وتخزينه في الحجز. إذا كانت شركة الخطوط الجوية تستخدم نفس معيار الإبلاغ الموحد الذي تستخدمه وكالة السفر، فسيكون محدد موقع السجل هو نفسه لكليهما.
غالبًا ما يطلب قدر كبير من المعلومات الأخرى من قبل كل من شركات الطيران ووكيل السفر لضمان السفر الفعال. هذا يشمل:
- تفاصيل الأجرة، (على الرغم من إمكانية إلغاء المبلغ، سيتم عرض نوع الأجرة) وأي قيود قد تنطبق على التذكرة.
- المبالغ الضريبية المدفوعة للسلطات المعنية. المشاركة في خط سير الرحلة.
- طريقة الدفع المستخدمة، لأن هذا عادةً ما يقيد أي استرداد إذا لم يتم استخدام التذكرة.
- مزيد من تفاصيل الاتصال، مثل رقم هاتف الوكالة والعنوان وأرقام اتصال الهاتف الإضافية في عنوان الراكب والوجهة المقصودة.
- تفاصيل العمر إذا كانت ذات صلة بالسفر، على سبيل المثال، الأطفال غير المصحوبين بذويهم أو الركاب المسنين الذين يحتاجون إلى المساعدة.
- بيانات المسافر الدائم.
- تخصيص المقاعد (أو طلب نوع المقعد).
- طلبات الخدمة الخاصة (SSR) مثل متطلبات الوجبة، ومساعدة الكراسي المتحركة، وغيرها من الطلبات المماثلة.
- «تعليمات الخدمات الاختيارية» أو «معلومات الخدمة الأخرى» (OSI) - المعلومات المرسلة إلى شركة طيران معينة، أو جميع شركات الطيران في الحجز، والتي تمكنهم من تقديم خدمة أفضل. يمكن أن تتضمن هذه المعلومات أرقام التذاكر وتفاصيل جهات الاتصال المحلية (يقتصر قسم الهاتف على إدخالات قليلة فقط) وموظفي شركة الطيران على تحميل وترقية رموز الأولوية وتفاصيل أخرى مثل لغة الراكب أو تفاصيل الإعاقة.
- ملاحظات البائع. VR هي تعليقات تقدمها شركة الطيران، وعادة ما يتم إنشاؤها تلقائيًا بمجرد اكتمال الحجز أو الطلب. ستشمل هذه عادةً محدد مواقع شركة الطيران الخاصة، والردود على الطلبات الخاصة، وتقديم المشورة بشأن الحدود الزمنية لإصدار التذاكر. في حين أن شركات الطيران ترسل عادةً إلى وكيل، فمن الممكن أيضًا للوكيل إرسال VR إلى شركة طيران.

في الآونة الأخيرة، تطلب العديد من الحكومات الآن من شركة الطيران تقديم مزيد من المعلومات بما في ذلك مساعدة المحققين في تعقب المجرمين أو الإرهابيين. وتشمل هذه:
- جنس الركاب.
- تفاصيل جواز السفر - الجنسية والرقم وتاريخ انتهاء الصلاحية.
- تاريخ ومكان الميلاد.
- رقم التعويض (إذا تم منحه مسبقًا للراكب من قبل السلطات الأمريكية).
- جميع معلومات الدفع / الفواتير المتاحة.[1]

يتم تحديد مكونات البينار داخليًا في CRS بواسطة رمز مكون من حرف واحد. غالبًا ما يتم استخدام هذا الرمز عند إنشاء بينار عبر الإدخال المباشر في نافذة طرفية (بدلاً من استخدام واجهة رسومية). الأكواد التالية قياسية في جميع CRSs بناءً على نظام PARS الأصلي:
- - اسم
- 0 معلومات المقطع (الرحلة)، بما في ذلك عدد المقاعد المحجوزة، ورمز الحالة (على سبيل المثال HK1 - تم تأكيده لراكب واحد) ودرجة السعر
- 1 معرفات سجل بينار ذات الصلة.
- 2 تحديد مالك البينار (شركة الطيران واسم مستخدم CRS والدور)
- 3 معلومات خدمات أخرى (OSI) أو طلب خدمة خاصة (SSR) لشركة طيران أخرى.
- 4 استضافة عناصر OSI أو SSR الخاصة بشركات الطيران.
- 5 ملاحظات.
- 6 وردت من.
- 7 معلومات التذاكر (بما في ذلك رقم التذكرة).
- 8 مهلة التذاكر.
- 9 أرقام هواتف الاتصال.

## تخزين
تختار غالبية شركات الطيران ووكالات السفر استضافة قواعد بيانات بينار مع نظام حجز الكمبيوتر (CRS) أو شركة نظام التوزيع العالمي (GDS) مثل سآبر وغاليليو وورلدسبان وأماديوس.

## مخاوف الخصوصية
تهتم بعض منظمات الخصوصية بكمية البيانات الشخصية التي قد يحتوي عليها ملف بينار. في حين أن الحد الأدنى من البيانات لإكمال الحجز صغير جدًا، فإن بينار ستحتوي عادةً على مزيد من المعلومات ذات الطبيعة الحساسة.
سيشمل ذلك الاسم الكامل للراكب وتاريخ الميلاد وعنوان المنزل والعمل ورقم الهاتف وعنوان البريد الإلكتروني وتفاصيل بطاقة الائتمان وعنوان IP إذا تم الحجز عبر الإنترنت، بالإضافة إلى الأسماء والمعلومات الشخصية لجهات الاتصال في حالات الطوارئ.
نظرًا لتصميمها «لتسهيل المشاركة العالمية السهلة لبيانات بينار، تعمل» شركات CRS-GDS «كمستودعات بيانات ومجمعات بيانات، ولها علاقة ببيانات السفر مماثلة لتلك الخاصة بمكاتب الائتمان بالبيانات المالية.». لا تؤدي الرحلة الملغاة أو المكتملة إلى مسح السجل نظرًا لأن «نسخ سجلات بينار» يتم حذفها «من أنظمة التخزين الحية إلى أنظمة التخزين الأرشيفية، ويمكن الاحتفاظ بها إلى أجل غير مسمى من قِبل نظام الحجز الإلكتروني وشركات الطيران ووكالات السفر.»  علاوة على ذلك، تحتفظ شركات CRS-GDS بمواقع ويب تتيح الوصول غير المقيد تقريبًا إلى بيانات بينار - وغالبًا ما يمكن الوصول إلى المعلومات فقط من خلال رقم الحجز المطبوع على التذكرة.
بالإضافة إلى ذلك، "[t] رموز أهلية الفوترة والاجتماعات والخصم، يحتوي البينار على معلومات مفصلة عن أنماط الارتباط بين المسافرين. يمكن أن تحتوي سجلات سجل أسماء الركاب على تفضيلات الوجبات الدينية وطلبات الخدمة الخاصة التي تصف تفاصيل الحالات الجسدية والطبية (على سبيل المثال، "يستخدم كرسي متحرك، ويمكنه التحكم في الأمعاء والمثانة") - فئات المعلومات التي تتمتع بحالة حماية خاصة في الاتحاد الأوروبي وبعض البلدان الأخرى مثل بيانات شخصية "حساسة". على الرغم من الطابع الحساس للمعلومات التي تحتوي عليها، لا يتم الاعتراف عمومًا بسجلات PNR على أنها تستحق نفس حماية الخصوصية الممنوحة للسجلات الطبية والمالية. بدلاً من ذلك، يتم التعامل معها كشكل من أشكال بيانات المعاملات التجارية.

## اتفاقيات مشاركة البينار الدولية

### من الاتحاد الأوروبي إلى الولايات المتحدة
اتفاقية الولايات المتحدة والاتحاد الأوروبي بشأن سجلات أسماء الركاب.

### من الاتحاد الأوروبي إلى أستراليا
في 16 يناير 2004، أصدرت مجموعة عمل المادة 29 رأيها 1/2004 (WP85) حول مستوى حماية سجل أسماء الركاب المضمونة في أستراليا لنقل بيانات سجل اسم المسافر من شركات الطيران.
في عام 2010، انقسمت المديرية العامة للعدالة والحرية والأمن التابعة للمفوضية الأوروبية إلى قسمين. كانت الهيئات الناتجة هي المديرية العامة للعدل (المفوضية الأوروبية) والمديرية العامة للشؤون الداخلية (المفوضية الأوروبية).
في 4 مايو 2011، كتب ستيفانو مانسيرفيسي، المدير العام للمديرية العامة للشؤون الداخلية (المفوضية الأوروبية) إلى مشرف حماية البيانات الأوروبي (EDPS) فيما يتعلق باتفاقية مشاركة سجل أسماء الركاب مع أستراليا، وهو حليف وثيق لـ الولايات المتحدة والموقع على اتفاقية UKUSA بشأن استخبارات الإشارات.

### من الاتحاد الأوروبي إلى كندا
تقدم وثيقة مجموعة عمل المادة 29 الرأي 1/2005 بشأن مستوى الحماية المضمونة في كندا لنقل سجل اسم المسافر والمعلومات المسبقة عن الركاب من شركات الطيران (WP 103)، 19 يناير 2005، معلومات عن طبيعة اتفاقيات PNR مع كندا.

## أنظر أيضا
- نظام معلومات الركاب المتقدم
- بيان الرحلة
- جواز سفر مقروء آليا

## روابط خارجية
- طلب حرية المعلومات من الاتحاد الأوروبي للحصول على معلومات حول اتفاقيات PNR، AskTheEU.org.
- إرشادات بشأن بيانات سجل أسماء الركاب (PNR)، iata.org